# Calasaya (Tomave)
Calasaya (auch: Calazaya) ist eine Ortschaft im Departamento Potosí im Hochland des südamerikanischen Anden-Staates Bolivien.

## Lage im Nahraum
Calasaya ist zentraler Ort des Kanton Calasaya im Municipio Tomave in der Provinz Antonio Quijarro. Die Siedlung liegt auf einer Höhe von 3701 m am Río Tumusla, einem der Zuflüsse zum Río Pilcomayo. 

## Geographie
Calasaya liegt auf dem Altiplano im zentralen Bolivien am nordöstlichen Rand der Cordillera de Chichas.
Die mittlere Durchschnittstemperatur der Region liegt bei etwa 11 °C (siehe Klimadiagramm Potosí), die monatlichen Durchschnittstemperaturen schwanken zwischen 8 °C im Juni/Juli und gut 13 °C von November bis März.  Der Jahresniederschlag beträgt nur etwa 350 mm, bei einer ausgeprägten Trockenzeit von April bis Oktober mit Monatsniederschlägen zwischen 0 und 15 mm, und einer kurzen Feuchtezeit von Dezember bis Februar mit Monatsniederschlägen von gut 70 mm. 

## Verkehrsnetz
Calasaya liegt in einer Entfernung von 134 Straßenkilometern südwestlich von Potosí, der Hauptstadt des Departamentos.
Von Potosí aus führt die Nationalstraße Ruta 5 über die Ortschaften Porco, Chaquilla und Yura nach Ticatica und weiter über Pulacayo nach Uyuni am Salzsee Salar de Uyuni. In Ticatica zweigt eine unbefestigte Landstraße in nordwestlicher Richtung von der Ruta 5 ab und führt flussaufwärts nach elf Kilometern nach Tomave. 

## Bevölkerung
Die Einwohnerzahl des Ortes ist in dem Jahrzehnt zwischen den beiden letzten veröffentlichten Volkszählungen um etwa ein Drittel angestiegen. Detaildaten der aktuellen Volkszählung von 2012 liegen noch nicht vor:
| Jahr | Einwohner | Quelle       |
| ---- | --------- | ------------ |
| 1992 | 195       | Volkszählung |
| 2001 | 260       | Volkszählung |
| 2012 | 374       | Volkszählung |
| 2024 |           | Volkszählung |

Die Region weist einen hohen Anteil an Quechua-Bevölkerung auf, im Municipio Tomave sprechen 92,0 Prozent der Bevölkerung die Quechua-Sprache.